# Дане Ћуић
Дане Ћуић (Чујића Крчевина, код Коренице, 18. март 1922 — Београд, 16. јануар 1988) био је учесник Народноослободилачке борбе и генерал-пуковник ЈНА.

## Биографија
Рођен 18. марта 1922. у селу Чујића Крчевина, код Коренице. Потицао је из земљорадничке породице. Основну школу и нижу гимназију завршио је у Кореници, након чега је радио као радник у више предузећа широм Југославије.
Након окупације Југославије, 1941. нашао се у родном крају, где се од првих устаничких дана јула 1941. укључио у Народноослободилачки покрет (НОП). Био је најпре борац Каменичке партизанске чете, а потом заменик политичког комесара батаљона и заменик политичког комесара Треће личке ударне бригаде. Крај рата је дочекао на функцији помоћника комесара Шесте личке пролетерске дивизије.
У Савез комунистичке омладине (СКОЈ) примљен је августа 1941, а у Комунистичку партију Југославије (КПЈ) 15. априла 1942. године. У току рата је поред војних, вршио и више партијских дужности од секретара основне организације до секретара дивизијског комитета.
Након рата је наставио војну каријеру у Југословенској народној армији (ЈНА). Налазио се на дужностима политичког комесара дивизије, помоћника команданта за морално-политичко васпитање војног подручја, начелника класе Ратне школе и помоћника команданта за морално-политичко васпитање Прве армије. Потом је обављао дужности начелника Персоналне управе Државног секретаријата за народну одбрану ФНРЈ.
Поред партијско-политичких и војних дужности у ЈНА, биран је у разна партијска тела и органе СКЈ. На Једанаестом конгресу СКЈ јуна 1978. биран је за члана Централног комитета Савеза комуниста Југославије (ЦК СКЈ), а потом и Председништва ЦК СКЈ. У два мандата — од 26. децембра 1978. до 28. мај 1984. обављао је дужност председника Комитета Организације Савеза комуниста у ЈНА. Завршио је Вишу војну академију ЈНА, Ратну школу и Вишу партијску школу „Ђуро Ђаковић“.
Преминуо је 16. јануара 1988. у Београду и сахрањен је у Алеји заслужних грађана на Новом гробљу.
Носилац је Партизанске споменице 1941. и других југословенских одликовања, међу којима су — Орден заслуга за народ првог реда и Орден братства и јединства првог реда.